# Socialistische Federale Republiek Joegoslavië

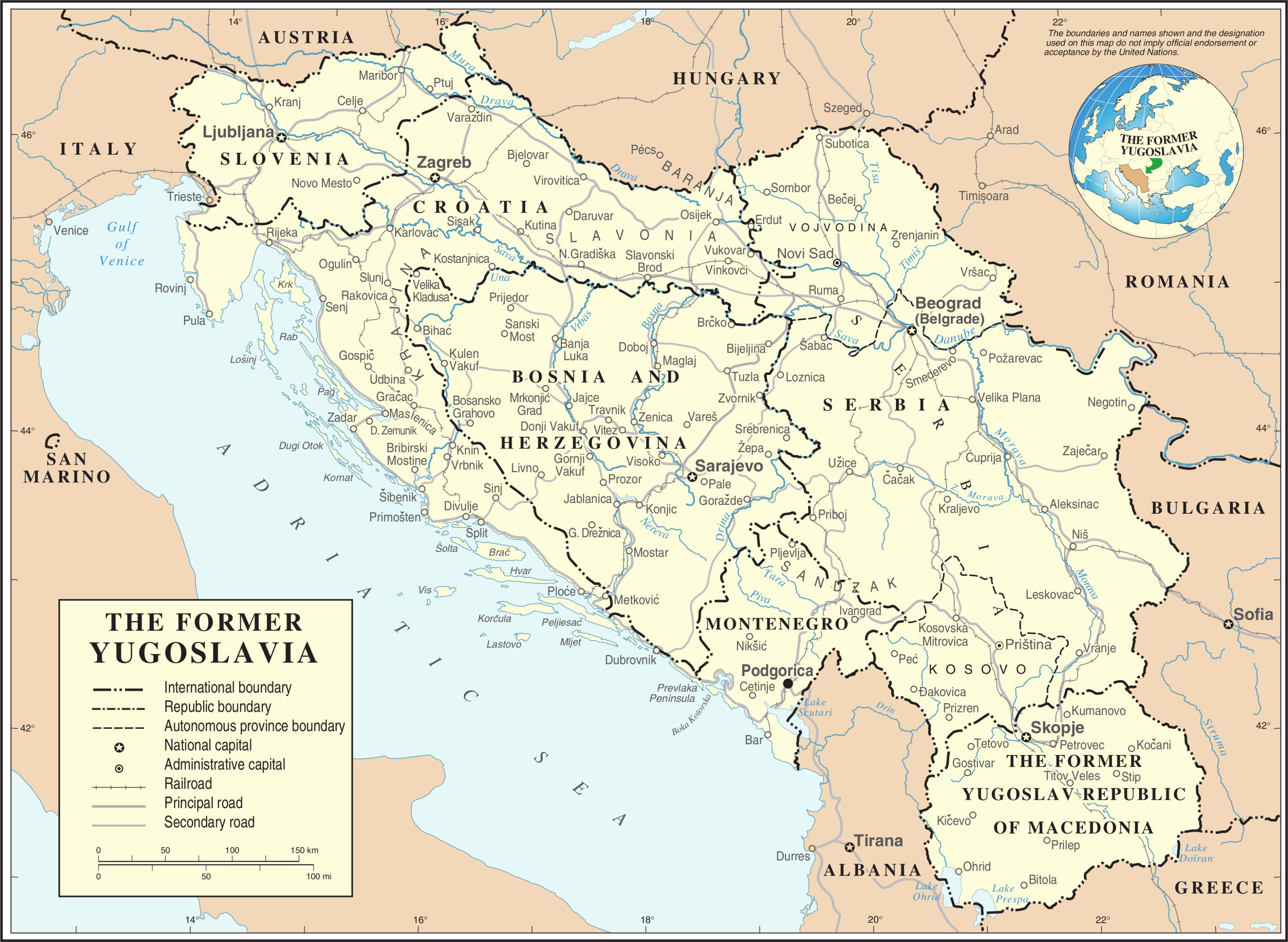
Joegoslavië van 1946 t/m 1991 (met de internationale grenzen en namen van na 2006)

De Socialistische Federale Republiek Joegoslavië (Servo-Kroatisch/Macedonisch: Socijalistička federativna republika Jugoslavija, Социјалистичка федеративна република Југославија; Sloveens: Socialistična federativna republika Jugoslavija, Albanees: Republika Socialiste Federative e Jugosllavisë), kortweg Joegoslavië, was tussen 1943 en 1992 een socialistische staat op de Balkan in Zuidoost-Europa. Slovenië, Kroatië, Bosnië en Herzegovina, Servië, Montenegro, Noord-Macedonië en Kosovo zijn de staten die tussen 1991 en 2008 op het grondgebied van Joegoslavië zijn ontstaan.

## Landsnaam

### Officieel
Joegoslavië betekent letterlijk het land van de Zuid-Slaven ("jugo" of "joego" betekent "zuid"). Socialistisch Joegoslavië heeft door de geschiedenis heen verschillende officiële benamingen gehad.
- De staat werd opgericht op 29 november 1943 onder de naam Democratisch Federaal Joegoslavië (Servo-Kroatisch: Demokratska Federativna Jugoslavija (DFJ))
- Op 29 november 1945 werd de staat omgedoopt in de Federale Volksrepubliek Joegoslavië (Servo-Kroatisch: Federativna Narodna Republika Jugoslavija (FNRJ))
- Sinds 7 april 1963 werd de naam veranderd in Socialistische Federale Republiek Joegoslavië (Servo-Kroatisch: Socijalistička Federativa Republika Jugoslavija (SFRJ))

Het Democratische Federale Joegoslavië was de opvolger van het Koninkrijk Joegoslavië, dat vanaf 1918 tot 1929 Koninkrijk der Serviërs, Kroaten en Slovenen heette.

### Volksmond
Het land werd simpelweg Joegoslavië (Servo-Kroatisch: Jugoslavija) genoemd. Sinds het uiteenvallen van Joegoslavië worden er verschillende termen gebruikt om te refereren aan het Federale Socialistische Joegoslavië, onder andere omdat Joegoslavië tot 2003 tevens de benaming was voor Servië (incl. Kosovo en Vojvodina) en Montenegro.
- Ex-Joegoslavië
- Voormalige Joegoslavië
- Groot-Joegoslavië
- Tito's Joegoslavië
- Socialistisch/Communistisch Joegoslavië

## Geschiedenis

### Voorgeschiedenis en oprichting
In 1918, na het einde van de Eerste Wereldoorlog, ontstond uit delen van Oostenrijk-Hongarije, die zich verenigden met Servië en Montenegro, het Koninkrijk Joegoslavië of het Koninkrijk der Serviërs, Kroaten en Slovenen. In 1940 vielen Duitsland, Italië, Hongarije en Bulgarije het koninkrijk aan. Onder leiding van Tito, vochten de partizanen tegen de bezetters. In eerste instantie hadden zij het doel het land te bevrijden van de bezetters, maar Tito's tweede doel was het verdrijven van de monarchie en het stichten van een communistisch Joegoslavië. Op de tweede ontmoeting van AVNOJ (Antifašističko Vijeće Narodnog Oslobođenja Jugoslavije), de Anti-Fascistische Raad voor de Joegoslavische Bevrijding, werd het mogelijk om in Jajce een socialistische regering op te richten. De Partizanen werden gesteund door de grote Geallieerden, de Verenigde Staten, het Verenigd Koninkrijk en de Sovjet-Unie. De communisten riepen in 1946, na de verkiezingsoverwinning, de Federale Volksrepubliek Joegoslavië uit. Staatshoofd werd Ivan Ribar, maar de werkelijke macht lag bij Tito, die in 1953 het ambt van staatshoofd op zich nam.

### Anti-Sovjet-Unie
Socialistisch Joegoslavië was aanvankelijk een bondgenoot van de Sovjet-Unie onder Jozef Stalin. Door het westen werd het land bestempeld als 'Sovjetsatellietstaat nummer 1'. De Verenigde Staten uitten groot wantrouwen en overwogen een militaire interventie. Vanwege de dominante positie die Stalin aannam tegenover Joegoslavië dreven de twee landen steeds meer uit elkaar. De Sovjets streefden ernaar dat heel Oost-Europa onder Sovjetinvloed kwam. Tito was hier echter niet van gediend en wilde de Joegoslavische economie niet afhankelijk maken van de Sovjet-Unie en zijn Oost-Europese bondgenoten. De relaties werden verbroken toen werd ontdekt dat Russische propagandafilmmakers eigenlijk spionnen waren. Stalin dwong vervolgens Joegoslavië om een federatie met het bezette Bulgarije te vormen. Toen Tito weigerde om de onafhankelijkheid in te leveren, werd Joegoslavië verbannen uit de Cominform. Joegoslavië raakte geïsoleerd tussen communistisch Oost-Europa en kapitalistisch West-Europa. Stalin beraamde vervolgens een invasie vanuit het bezette buurland Hongarije.

### Onpartijdig
Tito leidde Joegoslavië volledig op eigen koers (het zogenoemde titoïsme) en het was het eerste communistische land dat zijn rug naar de Sovjets keerde. Onder het titoïsme hadden Joegoslaven een grotere vrijheid dan de inwoners van andere socialistische landen en was er een enigszins open en zelfstandige economie. Joegoslavië nam een neutrale plaats in de wereld in en weigerde toe te treden tot het Warschaupact. Het land nam in 1961 het initiatief in het oprichten van de Organisatie van Niet-gebonden Landen, Tito werd de eerste secretaris-generaal van het derde pact. Mede-oprichters waren onder andere India, Egypte, Perzië en Indonesië. Joegoslavië zocht bondgenoten in de Derde Wereld, die Tito  bezocht. Joegoslavië won groot respect in landen van beide kanten in de Koude Oorlog, Tito was erg populair in enkele Afrikaanse en Aziatische landen en stond bekend als een allemansvriend.
Tot 1963 had Joegoslavië een grondwet die sterk op die van de Sovjet-Unie leek. In 1963 werd er een nieuwe grondwet aangenomen waarin Joegoslavië de naam Socialistische Federale Republiek Joegoslavië kreeg. Staatshoofd van Joegoslavië was de president. Tito, die sinds 1953 dit ambt bekleedde, bleef dit ambt vervullen en werd na de grondwetswijziging van 1974 president voor het leven. De president was tevens voorzitter van het Presidium van het Presidentschap. Dit presidium bestond uit de presidenten van de deelrepublieken, plus de voorzitter van de Joegoslavische Communistenbond. Uit het midden van hen werd steeds een president gekozen die het ambt steeds één jaar mocht bekleden. Omdat Tito president voor het leven was, ging dit roulerend systeem pas in 1980 -het jaar van Tito's overlijden- in. In vergelijking met andere communistische staten bezat de president een relatief grote macht.
Naast het presidentschap kende men in Joegoslavië tot 1992 tevens het voorzitterschap van de Federale Uitvoerende Raad, vergelijkbaar met het ambt van minister-president of eerste minister. De Federale Uitvoerende Raad werd uit het midden van het verenigde parlement gekozen. Het ambt van minister was in 1953 afgeschaft en vervangen door dat van secretaris. De secretarissen waren dus lid van het parlement en belast met het uitvoeren van de besluiten.
Joegoslavië kende een tweekamerparlement (volgens de grondwetswijziging van 1974). In de Bondskamer hadden 220 leden zitting; 30 voor de zes verschillende republieken en 20 voor de twee autonome provincies. Deze vertegenwoordigers werden via getrapte verkiezingen (dat wil zeggen indirect) gekozen. De Kamer van de Republiek en de Autonome Provincies bestond uit 88 leden (12 leden voor iedere republiek, 8 leden voor iedere autonome provincie). Deze Kamer werd gekozen uit het midden van de diverse deelparlementen van de republieken.
De gemeenteraden hadden twee kamers: één door burgers gekozen kamer en één door arbeiders en boeren samengestelde kamer (bestaande uit afgevaardigden van deze beroepsgroepen).
De deelrepublieken hadden ieder een eigen grondwet, die sterk op elkaar leken. Daarnaast bezat elke republiek een eigen parlement, regering en constitutioneel hof. De autonomie van Kosovo en Vojvodina was tot de tweede helft van de jaren 80 groot. Servisch partijvoorzitter van de Communistenbond Slobodan Milošević heeft de macht van de autonome provincies sterk ingeperkt en vervolgens ongedaan gemaakt.

### Joegoslavische Communistenbond
De macht van de Joegoslavische Communistenbond (ook Joegoslavische Communistische Liga genaamd) was vrij groot, doch beperkter dan die van de communistische partijen in andere Oost-Europese landen. Tot zijn dood in 1980 was Tito voorzitter van de Joegoslavische Communistenbond. De Communistenbond heette tot 1964 Joegoslavische Communistische Partij, maar om het idee te wekken dat de communisten in Joegoslavië minder (partij-)bureaucratisch te werk gingen dan hun Sovjet-Russische collega's, werd de naam gewijzigd in Communistenbond.
Hoogste orgaan van de Joegoslavische Communistenbond was officieel het partijcongres, maar de werkelijke macht lag bij de tijdens het partijcongres gekozen centraal comité, waaruit het dagelijks bestuur, het presidium van de Communistenbond werd gekozen.

### Socialistische Alliantie
De Socialistische Alliantie van het Werkende Volk van Joegoslavië (ruim 8,5 miljoen leden) was de organisatie die alle massa-organisaties omvatte, nl.: de vakbonden, de vrouwenbonden, arbeidersraden, de kunstenaarsverenigingen en de verenigingen voor intellectuelen. De macht van de Socialistische Alliantie was groter dan die van de massa-organisaties van de omliggende communistische landen, omdat de Joegoslavische Communistenbond vaak bepaalde taken delegeerde aan de Socialistische Alliantie.

## Deelrepublieken
Joegoslavië was formeel een federatie van zes socialistische republieken, gesticht in 1944. Binnen de grootste van deze deelrepublieken, Servië, waren twee autonome provincies. De federale hoofdstad was Belgrado.
| Deelrepubliek | Hoofdstad                  | Vlag | Wapen |
| --- | -------------------------- | ---- | ----- |
| Socialistische Republiek Bosnië en Herzegovina                                                                           | Sarajevo                   |      |       |
| Socialistische Republiek Kroatië                                                                                         | Zagreb                     |      |       |
| Socialistische Republiek Macedonië                                                                                       | Skopje                     |      |       |
| Socialistische Republiek Montenegro                                                                                      | Titograd                   |      |       |
| Socialistische Republiek Servië - Socialistische Autonome Provincie Kosovo - Socialistische Autonome Provincie Vojvodina | Belgrado Priština Novi Sad |      |       |
| Socialistische Republiek Slovenië                                                                                        | Ljubljana                  |      |       |

## Naties en nationaliteiten
De Grondwet van de Socialistische Federale Republiek Joegoslavië erkende narodi (naties, autochtone volken die expliciet in de Grondwet genoemd werden, met speciale privileges) en narodnosti (nationaliteiten, met een status vergelijkbaar met die van minderheden). De eerste groep bestond uit de Slavische volkeren die ieder als constituerende natie een eigen deelrepubliek naar zich vernoemd kregen, terwijl de tweede groep uit Slavische en niet-Slavische volken als Hongaren en Albanezen bestond.
De zes deelrepublieken hadden hun eigen constituerende naties:
- SR Bosnië en Herzegovina: Moslims(-van-nationaliteit), Serviërs en Kroaten;
- SR Kroatië: Kroaten en Serviërs;
- SR Macedonië: Macedoniërs en Albanezen;
- SR Montenegro: Montenegrijnen, Moslims, Serviërs en Kroaten;
- SR Slovenië: Slovenen;
- SR Servië: Serviërs, Albanezen, Hongaren, Moslims en Montenegrijnen;
  - Kosovo: Albanezen, Serviërs, Turken, Moslims en Montenegrijnen;
  - Vojvodina: Serviërs, Hongaren, Slowaken, Roemenen, Roethenen en Kroaten.

Voor de mensen die zich met geheel Joegoslavië identificeerden, en kinderen uit een gemengd huwelijk, werd de "etniciteit" van Joegoslaven geschapen.

## Buitenlandse relaties
Communistisch Joegoslavië hield onder Tito een neutraal beleid tegenover de rest van de wereld. Joegoslavië stond bekend als een van de weinige landen die niet zwichtte voor de Sovjet-Unie of de Verenigde Staten. Joegoslavië was bevriend met zowel de kapitalistische landen (eerste wereld) als de communistische (tweede wereld). Het was allemansvriend Tito die het initiatief nam tot de oprichting van de Organisatie van Niet-gebonden Landen. Hier werden de banden met de derde wereld, met name Afrikaanse en Aziatische landen, sterk. Joegoslavië dwong over de gehele wereld respect af en staatsbezoeken waren groots van opzet. De relaties met landen die lid waren van het Warschaupact waren bekoeld, vooral doordat de Sovjet-Unie Tito als een verrader zag omdat het als communistisch land relaties onderhield met westerse landen. Dit terwijl voor 1948 de banden met de onder Jozef Stalin geleide Sovjet-Unie nauw waren, en die met westerse landen als het Verenigd Koninkrijk en de VS op wantrouwen berustten. Joegoslavië kreeg veel financiële steun van westerse landen. De relaties met buurlanden Albanië en Italië waren niet altijd goed, door de breuk met Stalin en de twist om Vrijstaat Triëst.

## Geschiedenis in vogelvlucht
- 1944: communistische partizanen aangevoerd door Tito bevrijden in oktober Belgrado. Een jaar later worden verkiezingen gehouden, met slechts één lijst. In 1946 wordt de monarchie afgeschaft en de Federale Volksrepubliek Joegoslavië ingesteld, bestaande uit de zes republieken Servië, Kroatië, Slovenië, Bosnië en Herzegovina, Montenegro en Macedonië en twee autonome gebieden: Kosovo en Vojvodina.
- 1948: breuk met de Sovjet-Unie. Joegoslavië kiest voor een onafhankelijke koers binnen het communisme; op buitenlands gebied behoorde het land vanaf het begin in 1961 tot de drijvende krachten achter de Organisatie van Niet-gebonden Landen.
- 1974: een door Edvard Kardelj geïnspireerde nieuwe federale grondwet wordt aangenomen, die het centralisme vermindert en de republieken meer bevoegdheden toekent.
- 1980: Tito overlijdt. Tegenstellingen tussen de verschillende nationaliteiten komen verder aan de oppervlakte. Servië wordt steeds dominanter.
- 1981: oproer in Kosovo. De provincie telt voor elke 1000 inwoners 337 ambtenaren, 228 Serviërs en 109 Albanezen, hoewel bijna 85% van de bevolking Albanezen zijn (1981). 20.000 studenten scanderen Kosovo - republiek.
- 1985: In 1985 waren er 699 stakingen, tweemaal meer dan in 1984, viermaal meer dan in 1983. De economische situatie verslechtert in snel tempo.
- 1986: het Sanu-Memorandum verschijnt. In dit door Dobrica Ćosić geïnspireerde en onder leiding van leidende Servische intellectuelen geschreven manifest van de Servische Academie van Kunsten en Wetenschappen wordt het Servische volk als cultureel, economisch en politiek bedreigd afgeschilderd en eisen zij "de totale nationale en culturele eenheid van het Servische volk, ongeacht de republiek of provincie waarin het leeft".
- 1986: Slobodan Milošević wordt Servisch partijleider.
- 1988: In de autonome provincie Vojvodina belegeren Servische nationalisten het parlement en eisen het aftreden van de regering. In november verzamelen zich tienduizenden Serviërs in een geregisseerde demonstratie voor het afschaffen van de autonomie van Kosovo.
- 1989: Milošević wipt zijn vriend en voorbeeld Ivan Stambolić uit het zadel en wordt president van Servië. In de republiek Montenegro belegeren Servische nationalisten het parlement en eisen het aftreden van de regering. Deze treedt af en bondgenoot van Milošević Momir Bulatović neemt de regering over. Staking en protest in Kosovo over het voorstel van Servië de autonomie van Kosovo af te schaffen; in Slovenië worden in één dag 450.000 handtekeningen onder solidariteitsbetuigingen voor de Albanezen opgehaald, meer dan elke vijfde Sloveen ondertekent. Het parlement van Kosovo wordt door Servische tanks omsingeld en gedwongen met de afschaffing van de autonomie in te stemmen, Albanese leiders waaronder Azem Vllasi worden gearresteerd.
- 1989: Ibrahim Rugova richt in Kosovo de Democratische Liga van Kosovo (LDK) op, die zich vreedzaam wil verzetten tegen de door Milošević uitgeroepen noodtoestand en buitenwerkingstelling van het rechtssysteem in Kosovo.
- 1990: in april worden in de republieken Slovenië (twee kiesrondes op 8 april en 12 april), Kroatië (twee kiesrondes op 22 april en 7 mei), Bosnië en Herzegovina (18 november), Macedonië (25 november), Servië en Montenegro (9 december en 23 december) vrije verkiezingen gehouden. In Slovenië en Kroatië, de welvarendste landsdelen, winnen pro-onafhankelijkheidspartijen; in Servië en Montenegro winnen de nationalisten Milošević en Momir Bulatović. In Macedonië werd weliswaar de nationalistische VMRO grootste partij, maar kon geen dominante positie veroveren, terwijl in Bosnië en Herzegovina naar etnische scheidslijnen gestemd werd en Alija Izetbegović er de grootste partij leidde.
- 23 december 1990: Slovenië houdt een volksraadpleging over de Sloveense soevereiniteit, waarbij de opkomst 93,2% is en zich 88,5% voor een onafhankelijk en zelfstandig Slovenië uitspreekt.
- 1991: Politiek leiders zoals George Bush en zijn minister James Baker, Jacques Delors, Hans van den Broek en Gianni de Michelis, Lawrence Eagleburger en vele anderen spreken namens hun regeringen hun steun uit voor de centralistische krachten in Joegoslavië en het behoud van de federatie.
- 1991: in juni verklaren Slovenië en Kroatië zich onafhankelijk. Het federale leger (voornamelijk bestaande uit Serviërs) grijpt in. Tien dagen oorlog tegen Slovenië die eindigt met het Akkoord van Brioni; tegen Kroatië duurt de oorlog tot begin 1992. In beide gevallen verliest de federale overheid. Tegen de onafhankelijkheid van Macedonië, in september, wordt niet opgetreden. Het leger heeft namelijk de handen vol aan de oorlog tegen de Kroaten.
- 1992: in februari kiest een meerderheid van de kiezers in Bosnië en Herzegovina voor onafhankelijkheid, in een volgens de Bosnische grondwet ongeldig referendum. De Serviërs boycotten het referendum. (Zo een besluit kon slechts genomen worden als er binnen alle drie nationale volkeren, Kroaten, Bosniakken en Serven, een meerderheid voor zo'n voorstel zou bestaan). Bosnische Serviërs, gesteund door Servië, komen in verzet. De Bosnische Burgeroorlog breekt uit. Oorlog tot eind 1995, toen de Dayton-akkoorden bereikt werden.
- 1991-1992: Joegoslavië houdt op te bestaan als subject van internationaal recht.

Bosnië en Herzegovina · Kroatië · Macedonië · Montenegro · Servië (Kosovo · Vojvodina) · Slovenië